# Septième nord
Septième nord est un téléroman québécois en 162 épisodes de 25 minutes, en noir et blanc puis en couleurs, créé par André Bousquet et diffusé du 29 septembre 1963 au 28 août 1967 à la Télévision de Radio-Canada.

## Synopsis
Le téléroman raconte divers événements qui surviennent à l’étage septième nord d’un hôpital de Montréal. Chaque épisode développe une situation actuelle, exposant drames,  bonheurs, et inquiétudes des patients et des membres du personnel. 

## Fiche technique
- Scénario : Guy Dufresne
- Réalisation : André Bousquet
- Titre original de l'indicatif musical : Concerto pour harpe en ut majeur - II. Andante-Lento (François-Adrien Boieldieu).
- Société de production : Société Radio-Canada

## Distribution
- Jean-Louis Roux : Dr Yves Charron
- Janine Sutto : Aurélie Charron
- Benoît Girard : Dr Marcel Charron
- Monique Miller : Yolande Hébert-Charron
- Jacques Godin : Dr Albert Quesnel
- Charlotte Boisjoli : Danielle Desgagné
- Gilles Pelletier : Dr Laurent Desgagné
- Ovila Légaré : Octave Généreux
- Roland Chenail : Candide Poirier
- Catherine Bégin : Renée Daigneault
- Georges Bouvier : Grégoire Daigneault
- Suzanne Lévesque : Desneige Renaud
- Louise Rémy : Charlotte Hébert
- Juliette Béliveau : Mme Charlebois
- Yves Létourneau : M. Quesnel
- Denise Morelle : Sœur Hamelin
- Dyne Mousso : Magda
- Lucille Papineau : Georgette
- Pascale Perrault : Gladys
- Hanna Poznanska : Mme Behari
- Véronique Vilbert : Éveline
- Jacques Bilodeau : Enquêteur
- Ginette Blais : Infirmière
- Claude Brabant : Fille de l'ascenseur et réceptionniste
- Élisabeth Briand : Secrétaire
- Jacques Brouillet : Employé de l'hôpital
- Guy Bélanger : Interne
- Margot Campbell : Infirmière
- Claudette De Lorimier : Infirmière
- Michèle Derny : Mère hospitalière
- Denise Dubreuil : Compagne de Charlotte
- Pierre Dufresne : Policier
- Victor Désy : Patient
- Félix Fitzgerald : Infirmier
- Danielle Fugère : Infirmière
- Jean Gascon : Chirurgien
- Pierre Germain : Interne
- Micheline Gérin : Infirmière
- Henry Hovenkamp : Médecin
- Juliette Huot : Patiente
- Nicole Kerjean : Compagne de Charlotte
- Guy L'Écuyer : Patient
- Andrée Lafleur : Compagne de Charlotte
- Suzanne Langlois : Patiente
- Christine Larocque : Voix des enfants de Yolande
- Anne Lauriault : Infirmière
- Monique Lemieux : Infirmière
- Yvette Mathieu : Infirmière
- Roger Michael : Employé de l'hôpital
- Alain Michel : Patient
- Jean-Pierre Morel : Jeune patient
- Adolphe Mueller : Patient allemand
- Gilles Normand : Interne
- Diane Pinard : Infirmière
- Claude Préfontaine : Médecin
- Rose Rey-Duzil : Patiente
- Hélène Rollan : Infirmière
- Louise Roux : Infirmière
- Roger Sinclair : Employé de l'hôpital
- Serge Turgeon : Patient